# Niedergesteln
Niedergesteln (en francés Châtillon-le-Bas) es una comuna suiza del cantón del Valais, situada en el distrito de Raroña occidental. Limita al norte con las comunas de Ferden, Kippel y Wiler (Lötschen), al este con Raroña, al sur con Unterbäch y Eischoll, al suroeste con Turtmann y Gampel-Bratsch, y al oeste con Steg-Hohtenn.

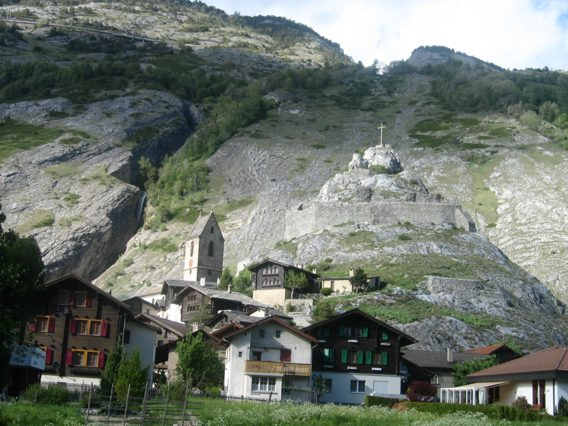
Ruinas del burgo medieval de Gesteln.